# Ravena
Ravena – wieś w Stanach Zjednoczonych, w stanie Nowy Jork, w hrabstwie Albany.